# Генри, Бенджамин Тайлер
Бенджамин Тайлер Генри (англ. Benjamin Tyler Henry; 22 марта 1821, Клермонт, Нью-Гэмпшир — 8 июня 1898, Нью-Хейвен, Коннектикут) — американский оружейник и изобретатель, создатель винтовки Генри (Henry Model 1860), одной из первых успешных магазинных винтовок с рычажным механизмом перезарядки. Его разработки легли в основу винтовок Winchester.

## Биография

### Ранние годы
Бенджамин Тайлер Генри родился в семье с инженерными традициями: его дед был выдающимся изобретателем, он создал водяное колесо особой конструкции, а двоюродный брат Генри усовершенствовал его, что способствовало развитию бумажных и текстильных фабрик в их родном городе.

### Карьера
Генри начал карьеру в оружейной компании Robins & Lawrence Arms (Вермонт), где работал под руководством Гораса Смита и Дэниела Вессона над ранними образцами магазинного оружия, включая прототип Volitional Repeater.
В 1857 году он присоединился к New Haven Arms Company (Коннектикут), принадлежавшей Оливеру Винчестеру. Здесь Генри разработал свою знаменитую винтовку (патент от 16 октября 1860 года) под патрон .44 Henry кольцевого воспламенения.
В 1854 году Хорас Смит и Дэниел Вессон основали новую компанию с Кортлендом Палмером и ещё больше усовершенствовали рабочий механизм, разработав пистолет Smith & Wesson Lever и новый патрон Volcanic. Производство было в цехе Хораса Смита в Норвиче, штат Коннектикут. Первоначально использовалось название «Smith & Wesson Company», но 1855 году оно было изменено на «Volcanic Repeating Arms Company» из-за прихода новых инвесторов, одним из которых был Оливер Винчестер. Volcanic Repeating Arms Company приобрела все права на конструкции Volcanic (к тому времени производились как винтовочные, так и пистолетные версии), а также на боеприпасы от Smith & Wesson Company. Вессон находился на должности директора завода в течение 8 месяцев, пока не присоединился к Смиту, чтобы основать «Smith & Wesson Revolver Company» после получения лицензии на патент на задний заряжаемый цилиндр Роллина Уайта. Винчестер добился банкротства Volcanic Arms Company в конце 1856 года, взял на себя управление и переместил завод в Нью-Хейвен, штат Коннектикут, где он был реорганизован в New Haven Arms Company в апреле 1857 года, а Генри был нанят в качестве руководителя завода. 16 октября 1860 года он получил патент на магазинную винтовку Генри .44 калибра, которая вскоре доказала ценность конструкции рычажного действия на полях сражений Гражданской войны в США, где винтовки Генри использовались наряду с дульнозарядными нарезными мушкетами, такими как Springfield Model 1861.

### Конфликт с Винчестером
- Henry Model 1860 стала одной из первых серийных магазинных винтовок с трубчатым магазином под стволом и рычажным механизмом. Она применялась во время гражданской войны в США, хотя и не получила массового распространения в армии.[8]
- В 1864 году Генри попытался оспорить права на компанию у Винчестера, но Оливер реорганизовал предприятие в Winchester Repeating Arms Company и выпустил усовершенствованную модель — Winchester Model 1866, основанную на конструкции Генри.[9]

## Влияние на развитие оружия
Именем Генри названа современная оружейная компания Henry Repeating Arms (основана в 1996 году), хотя прямой связи с изобретателем она не имеет.